# Gary Semics
Gary Semics   (Lisbon, 1954) és un antic pilot professional de motocròs nord-americà. Va competir als Campionats AMA entre el 1972 i el 1981 i en va guanyar un títol de supercross, concretament el de 500cc de 1974, amb Husqvarna. Malgrat haver guanyat el campionat, a finals d'any Husqvarna el va acomiadar després que es lesionés en conduir minibikes amb Bob Grossi. Semics passà llavors a l'equip de fàbrica de Kawasaki.
La temporada de 1976, Semics va perdre el campionat de motocròs de 500cc enfront de Kent Howerton (Husqvarna) tot i haver guanyat els dos darrers nationals de l'any. Aquella temporada va tenir èxit també a la Trans-AMA, amb victòries en diverses mànegues. De cara a la temporada de 1977, tant ell com la Kawasaki estaven al seu zenit, però una inoportuna lesió li va espatllar la temporada. A partir de 1978, Semics va passar a pilotar per a altres fabricants (Can-Am, Honda i Yamaha). Durant aquella època, el seu millor resultat fou el tercer lloc final al campionat de motocròs de 500cc de 1979, amb Honda.
Actualment, Gary Semics dirigeix la seva pròpia escola de motocròs, la Gary Semics Motocross School, al seu Lisbon natal.